# Ноел Клаудио Кабрера
Ноел Клаудио Кабрера е филипински дипломат.
Завършва висше образование по специалност „Журналистика“ във Филипинския университет през 1969 г.
Изпратен е за посланик със седалище в Букурещ за Румъния, както и за България и Молдова, от 2004 година.